# Herbert Glejser
 (octobre 2022).
 (octobre 2022).
La mise en forme du texte ne suit pas les recommandations de Wikipédia : il faut le « wikifier ».
Les points d'amélioration suivants sont les cas les plus fréquents. Le détail des points à revoir est peut-être précisé sur la page de discussion.
- Les titres sont pré-formatés par le logiciel. Ils ne sont ni en capitales, ni en gras.
- Le texte ne doit pas être écrit en capitales (les noms de famille non plus), ni en gras, ni en italique, ni en « petit »…
- Le gras n'est utilisé que pour surligner le titre de l'article dans l'introduction, une seule fois.
- L'italique est rarement utilisé : mots en langue étrangère, titres d'œuvres, noms de bateaux, etc.
- Les citations ne sont pas en italique mais en corps de texte normal. Elles sont entourées par des guillemets français : « et ».
- Les listes à puces sont à éviter, des paragraphes rédigés étant largement préférés. Les tableaux sont à réserver à la présentation de données structurées (résultats, etc.).
- Les appels de note de bas de page (petits chiffres en exposant, introduits par l'outil «  Source ») sont à placer entre la fin de phrase et le point final[comme ça].
- Les liens internes (vers d'autres articles de Wikipédia) sont à choisir avec parcimonie. Créez des liens vers des articles approfondissant le sujet. Les termes génériques sans rapport avec le sujet sont à éviter, ainsi que les répétitions de liens vers un même terme.
- Les liens externes sont à placer uniquement dans une section « Liens externes », à la fin de l'article. Ces liens sont à choisir avec parcimonie suivant les règles définies. Si un lien sert de source à l'article, son insertion dans le texte est à faire par les notes de bas de page.
- La présentation des références doit suivre les conventions bibliographiques. Il est recommandé d'utiliser les modèles {{Ouvrage}}, {{Chapitre}}, {{Article}}, {{Lien web}} et/ou {{Bibliographie}}. Le mode d'édition visuel peut mettre en forme automatiquement les références.
- Insérer une infobox (cadre d'informations à droite) n'est pas obligatoire pour parachever la mise en page.

Pour une aide détaillée, merci de consulter Aide:Wikification.
Si vous pensez que ces points ont été résolus, vous pouvez retirer ce bandeau et améliorer la mise en forme d'un autre article.
Herbert Glejser (né le 2 janvier 1938 à Vienne et mort le 20 janvier 2024 à Namur) est un économiste belge, professeur d'université en Sciences économiques et économétrie.
Chercheur spécialisé en macroéconomie appliquée, il est principalement connu pour le test statistique d'hétéroscédasticité qu'il a formulé en 1969 et qui porte son nom Glejser test (en).
Avec Jean Waelbroeck, il fonde en 1969 la European Economic Review dont il sera Rédacteur en chef et éditeur durant 25 ans. Jeune auteur de poésie, son recueil de poèmes La rencontre à l'aube a été publié en 1954.

## Biographie

### Jeunesse et études
Herbert Glejser est né le 2 janvier 1938 à Vienne, en Autriche, dans une famille juive. La même année, en raison de l’Anschluss, ses parents doivent fuir Vienne et se réfugient avec lui en Belgique. Ils acquerront la nationalité belge en 1955.
Herbert Glejser remporte à 15 ans, en mars 1953 le deuxième prix du concours d'éloquence de l'Université populaire de Saint-Gilles.
Féru de poésie, son recueil La rencontre à l'aube a été publié en 1954, alors qu'il n'a que 16 ans.
Après ses études secondaires à l'Athénée royal de Bruxelles, il entame son parcours académique à 16 ans à l'Université libre de Bruxelles (ULB) en faculté de Sciences sociales, politiques et économiques, tout en poursuivant en parallèle des études d'ingénieur commercial à l'École de Commerce Solvay (actuelle Solvay Brussels School of Economics and Management). Il obtient à 20 ans, en juillet 1958, le grade d'Ingénieur commercial, en mars 1963, à 25 ans, le titre de Docteur en Sciences économiques, et à 31 ans celui de Professeur.

### Parcours professionnel
Dès 1959, à 21 ans, Herbert Glejser est engagé comme Secrétaire et Chargé de recherche au [Département d'économie appliquée de l'ULB (DULBEA), centre de recherche de la Solvay Brussels School of Economics and Management et de l’Université Libre de Bruxelles.
Assistant professeur à l'ULB à partir de 1963, Herbert Glejser est nommé Professeur en Sciences économiques en 1969.
En 1976, il édite l'ouvrage Quantitative studies of international economic relations.
Spécialisé en macroéconomie, en 1981 il fait partie des rares économistes belges qui se positionnent, contre l'avis de la Banque nationale de Belgique, en faveur d'une dévaluation du franc belge, jugée inéluctable pour sauver "ce «monstre impossible» qu'était devenue l'économie belge". La dévaluation aura lieu en février 1982.
Herbert Glejser a occupé des chaires dans les universités belges de Bruxelles (ULB et VUB) dès 1969, et de Namur (Facultés universitaires Notre-Dame de la Paix, FUNDP) dès 1974. À l'étranger, il a été professeur invité notamment aux États-Unis au Massachusetts Institute of Technology (MIT) en 1970 et 1974, à la University of California Berkeley en 1970, à la University of California at Los Angeles (UCLA) en 1991; en Israël à l'Université hébraïque de Jérusalem en 1980-1981, en Allemagne, à la Ludwig-Maximilians-Universität München en 1996, ou au Brésil à l'Université fédérale du Minas Gerais en 1996.
Membre du Conseil de la European Economic Association de 1986 à 1990, il a également été Consultant pour la Communauté européenne à partir de 1993.

### Distinctions
Herbert Glejser a reçu en 1974 la prestigieuse Bourse Fulbright, une bourse de professeur invité à l'Université d'Harvard. Il a été titulaire de la Chaire Francqui décernée par la Fondation Francqui en 1982-1983, et lauréat du Prix Pommerehne de l'Association for Cultural Economics International (ACEI) en 2002 pour l'article Efficiency and inefficiency in the ranking in competitions: The case of the Queen Elisabeth Music Contest, écrit en collaboration avec Bruno Heyndels.

### Mort
Herbert Glejser meurt le 20 janvier 2024 à Namur à l'âge de 86 ans.

## Glejser test
En mars 1969, Herbert Glejser publie A New Test for Heteroskedasticity dans le Journal of the American Statistical Association.
Il y développe un nouveau test de l'hétéroscédasticité, inspiré du Park test (en) paru trois ans plus tôt dans Econometrica (1966).
Herbert Glejser compare favorablement son test à celui de Goldfeld et Quandt (1965): « [T]he new test seems to compare favourably, except perhaps in the case of large samples ».
Le nouveau test formulé par Herbert Glejser, désormais internationalement connu sous le nom de Glejser test (en), est alors considéré comme une avancée en économétrie, étant le premier à permettre de tester l'hétéroscédasticité "multiplicative" dans un modèle de régression linéaire.
Par la suite, des améliorations au Glejser test ont été proposées en 2000 par les économistes statisticiens Kyung So Im, et José António Machado et João Santos Silva. En 2020, une étude comparée de l'efficacité des neufs principaux tests de l'hétéroscédasticité a montré que le test de Glejser a le résultat le plus élevé dans le cas de structure hétéroscédastique exponentielle et de structure hétéroscédastique linéaire.

## European Economic Review
En 1961, l'Association Scientifique Européenne d'Économie Appliquée (ASEPELT) est créée par Jean Waelbroeck et Étienne Sadi Kirschen, professeurs à l'ULB. L'association publie régulièrement un bulletin et des symposiums rassemblant les recherches en économétrie et en économie mathématique.
En 1969, Herbert Glejser et Jean Waelbroeck fondent et deviennent les premiers éditeurs de la European Economic Review (EER). Cette nouvelle revue a pour but de faire mieux connaître internationalement la recherche économique européenne théorique et appliquée. L'EER est d'abord publiée trimestriellement par l'ASEPELT, et exclusivement en anglais, « lingua franca de l'économie » soutenant le processus d'« internationalisation de notre science ». Toutefois, la Revue a pour vocation de se montrer inclusive: elle prend elle-même en charge la traduction d'articles des auteurs, autorisés à rédiger et à publier simultanément leurs recherches dans une autre des langues européennes et veille à favoriser les contributions de jeunes chercheurs.
De 1969 à 1986, Herbert Glejser et Jean Waelbroeck furent les seuls éditeurs de la Revue, publiée après l'ASEPELT par North-Holland puis Elsevier. Au cours de cette période, ils ont publié environ 10'000 pages d'articles sélectionnés par environ 2'000 relecteurs. En 1986, ils furent rejoints par Peter Neary et Agnar Sandmo comme éditeurs associés. Jean Waelbroeck est resté rédacteur en chef de l'EER jusqu'en 1991, Herbert Glejser jusqu'en 1993, soit durant 25 ans.

## Publications
- 2012 The United States Is Edging towards a Comparative Advantage in Services[25]
- 2002 The support of the euro in the fifteen EU countries - politics and economics[26]
- 2001 Efficiency and Inefficiency in the Ranking in Competitions: the Case of the Queen Elisabeth Music Contest[27]
- 2000 Decreasing Returns to Scale for the Small Country due to Scarcity or Indivisibility - A Test on Sport[28]
- 1999 Historical Lessons from Trade Flows During the Benelux and EEC Periods: Comparative Advantage, Bilateralism and Intra-Industry[29]
- 1998 The Effect of Prices on Trade during the First Twelve Years of the European Community[30]
- 1996 The Chronology and Geography of Intra-Industry Trade in This Our century[31]
- Le commerce extérieur et les politiques commerciales[32]
- 1995 National X-Efficiency[33]
- Estimativas dos efeitos no comércio da entrada de Portugal e Espanha na União Européia[34]
- The puzzle of North-South horizontal intra-industry trade in toys revisited[35]
- Structural Factors, Government Size and Macroeconomic Stability[36]
- 1992 Do protection, schooling, product per head and income distribution influence growth?: A cross sectional analysis[37]
- 1988 Le taux d'actualisation en Belgique[38]
- 1985 Le taux d'actualisation[39]
- 1982 Du nouveau franc au renouveau économique: ébauche d'un programme[40]
- Inter-Industry versus Intra-Industry Specialization in Exports and Imports[41]
- 1981 Professed Inequality Aversion and Its Error Component[42]
- 1980 Exports in an Imperfect Competition Framework: An Analysis of 1,446 Exporters[43]
- 1979 Interindustry and intra-industry specialization do occur in world trade[44]
- 1978 Contributions à la vie et à la pensée économique et sociale en Belgique[45]
- Truncated Distributed Lags in Small Sample Panel Models[46]
- Women's lib explanation of paradoxical results in estimations of the value of travel time and subsequent biases in cost-benefit studies[47]
- 1977 On Two New Methods to Deal with Truncation Remainders in Small Sample Distributed Lag Models with Autocorrelated Disturbances[48]
- An Econometric Study of the Variables Determining Inequality Aversion Among Students[49]
- 1976 Quantitative studies of international economic relations[50] (Éditeur et auteur)
- Testing an hypothesis across regression equations: 3 procedures[51]
- The effects of unemployment benefits on unemployment rates: general remarks and an analysis of the Belgian case[52]
- Calcul du taux d'actualisation applicable aux dépenses publiques en Belgique[53]
- A method to estimate interregional trade flows from price equations[54]
- Reverse Indexing: A Scheme to Annihilate Inflation?[55]
- 1974 An analysis of revisions of national accounts data for 40 countries[56]
- 1973 Brève note hétérodoxe sur les raisons du déficit de la balance commerciale des États-Unis[57]
- 1972 Empirical evidence on comparative cost theory from the European Common Market experience[58]
- Contribuição para o estabelecimento de uma contabilidade nacional mensal[59]
- Bedrijfseconomische evaluatie van het vierploegenstelsel: met toepassingen uit de textielnijverheid[60]
- 1971 Higher inflation rates and international imbalances[61]
- 1970 A combination of Phillips's, Okun's and other laws to explain prices changes[62]
- 1969-1993 European Economic Review (Éditeur et auteur)
- 1969 Prognoses van het B.N.P. door de Europese Economische Gemeenschap, de Centrale Raad voor het Bedrijfsleven en het DULBEA: wie voorspelt best?[63]
- A Gravity Model of Interdependent Equations to Estimate Flow Creation and Diversion[64]
- 1968 Een Naschrift bij het artikel "Een statistische en ekonometrische vergelijking van twee stelsels van nationale rekeningen: DULBEA en N.I.S"[65]
- An explanation of differences in trade-product ratios among countries[66]
- 1966 Une méthode d'évaluation de données mensuelles à partir d'indices trimestriels ou annuels[67]
- Controllo economico, gratuità e benessere[68]
- 1965 Inflation, productivity, and relative prices - A statistical study[69]
- 1964 La documentation statistique sur la conjoncture en Belgique[70]
- Possibilités d'utilisation des résultats des enquêtes sur l'évolution des dépenses d'investissement menées par la Banque Nationale[71]
- 1963 A propos de la relation entre la rémunération des salariés et le produit national brut[72]
- Analyse de la tendance, du cycle et de la saisonnalité dans le produit intérieur de la Belgique[73]
- Présentation de L'économie belge en 200 séries[74]
- Enkele beschouwingen over de evolutie van het Bruto Nationaal Produkt van 1948 tot 1962[75]
- 1962 Le produit intérieur mensuel de la Belgique en 1962[76]
- Le produit national brut en 1961[77]
- 1960 Perspectives de l'agriculture belge[78]
- 1959 Croissances industrielles comparées de l'Union Soviétique et des États-Unis[79]
- 1954 La rencontre à l'aube, Poèmes de mes 9 à 16 ans[80]